# Персијанци
Персијанци, или народ Фарса (перс. مردم فارس, Mardom-e Fārs), ирански су народ из западне Азије. Старосједелачког становништво су Иранске висоравни и чине већину становника Ирана. Поред заједничког културног система, матерњи језици су им персијски и западноирански језици, који су иранском блиско сродни.
Персијанци су првобитно били древни ирански народ који је мигрирао у Персис (такође названа „права Персија” и одговара иранској покрајини Фарс) до 9. вијека п. н. е. Поријекло воде од групе зване Праиранци, који су се вјероватно одвојили од Индоиранаца око 1800. п. н. е. из Авганистана или средње Азије. Заједно са сународницима, основали су и владали неким од најмоћнијих свјетских царстава, која су добро познате по свом огромном културном, политичком и друштвеном утицају на стари Блиски исток и шире. Персијанци су дали велики допринос умјетности и науци, а персијска књижевност је једна од најистакнутијих свјетских књижевних традиција, како унутар, тако и изван Ирана. Регионални престиж њихове цивилизације био је основа за развој многих значајних персијских друштава, посебном међу туркијским народима, широм средње и јужне Азије.
У савременој терминологији, говорници персијског језика у Авганистану, Таџикистану и Узбекистану познати су као Таџици, при чему прве двије земље имају међусобно разумљиве варијације персијског познате као дари и таџички; док су говорници персијског са Кавказа (првенствено из Азербејџана и руске републике Дагестан), иако у великој мјери асимиловани, познати као Тати. Историјски гледано, термини Таџик и Тат коришћени су синонимно и наизмјенично са персијски. Многе утицајне персијске личности потицале су изван данашњих граница Ирана — на сјевероистоку из Авганистана и средње Азије и, у мањој мјери, на сјеверозападу са самог Кавказа.